# 吉米·里尔登
吉米·里尔登（英語：Jimmy Reardon，1925年10月18日—2019年6月20日），爱尔兰短跑运动员，曾代表爱尔兰参加1948年夏季奥运会的男子400米和4×400米接力，其中男子400米他在半决赛获得小组第五名，男子4×400米接力则被取消成绩。